# ای‌آرای وینتیسینکو دی مایو (سی-۲)
ای‌آرای وینتیسینکو دی مایو (سی-۲) (به انگلیسی: ARA Veinticinco de Mayo (C-2)) یک کشتی بود که طول آن ۵۶۰٫۳ فوت (۱۷۰٫۸ متر) بود. این کشتی در سال ۱۹۲۹ ساخته شد.